# Karriere (1971)
Karriere ist ein Spielfilm der DEFA von Heiner Carow aus dem Jahr 1971.

## Handlung
Günter Walcher wird an der Ostseeküste geboren und geht dort zur Schule. Zum Kriegsende wird er als 16-jähriger Hitlerjunge mitschuldig, dass ein junger russischer Fremdarbeiter erschossen wird. Deshalb haben ihn die Soldaten der Roten Armee zum Kriegsende verhaftet. Im Gefängnis trifft er mit dem tatsächlichen Mörder zusammen, den er im Wahn erschlägt. Kurze Zeit später wird die Gegend im Gebietsaustausch von der amerikanischen Armee besetzt. So wird er in der späteren Bundesrepublik erwachsen.
Etwa 24 Jahre später arbeitet Günter in einem westdeutschen Konzern, interessiert sich nicht für Politik, ist arbeitsam und möchte nur friedlich leben. Da von ihm kein Widerstand ausgeht, wollen ihn seine Vorgesetzten als Abteilungsleiter einsetzen. Die einzige Bedingung ist, dass er einen Grund findet, den Betriebsratsvorsitzenden Zacharias zu kündigen. Hier denkt Günter zurück an seine Jugend, als er durch sein falsches Verhalten am Tode eines Menschen mitschuldig wurde. Er hat nichts gegen Zacharias, den er als fairen Kämpfer für seine Sache kennt, auch wenn er nicht seiner Meinung ist.
Die Direktion des Konzerns will ihn nun auf ihre Seite ziehen, in dem sie ihn am gesellschaftlichen Leben der oberen Ebene teilhaben lässt. Auch versuchen sie seiner Frau die Vorteile einer solchen Position schmackhaft zu machen. Günter erliegt dem Angebot zum betrieblichen Aufstieg und sorgt dafür, dass Zacharias wegen fortgesetzter politischen Aktivitäten gefeuert wird.

## Produktion
Karriere wurde in Schwarzweiß und Totalvision gedreht und hatte am 15. April 1971 im Berliner Kino International Premiere.
Zu einem sehr großen Teil besteht der Film aus Ausschnitten des 1968 verbotenen Films Die Russen kommen (so versuchte Heiner Carow eine Menge des gedrehten Materials zu retten) und bundesdeutschen Wochenschauen.

## Kritik
In der Neuen Zeit meinte Helmut Ulrich, dass der Film Können sowie das Bemühen um neue Ausdrucksformen für den politischen Film der Gegenwart zeigt. Er ist aber auch eine uneinheitliche Mischung verschiedener Stile.
Das Lexikon des internationalen Films bezeichnet den Film als ein misslungenes Porträt eines Karrieristen mit groben Verzeichnungen der westdeutschen Realität.